# Джефф Аронс
Джефф Аронс (англ. Jeff Arons; нар. 7 квітня 1960) — колишній американський тенісист.
Найвищу одиночну позицію світового рейтингу — 277 місце досяг 17 червня 1985, парну — 173 місце — 21 жовтня 1985 року.

## Титули на челленджерах

### Парний розряд: (1)
| Ранг | Рік  | Турнір          | Покриття | Партнер     | Суперники                 | Рахунок  |
| ---- | ---- | --------------- | -------- | ----------- | ------------------------- | -------- |
| 1.   | 1985 | Кадуна, Нігерія | Ґрунт    | Річард Акел | Харун Ісмаїл Фотіс Вазеос | 6–3, 6–3 |